# 电势能
本条目中，向量與标量分別用粗體與斜體顯示。例如，位置向量通常用 {\displaystyle \mathbf {r} \,\!} 表示；而其大小則用 {\displaystyle r\,\!} 來表示。
在靜電學裏，電勢能（electric potential energy）是處於電場的電荷分佈所具有的勢能，與電荷分佈在系統內部的組態有關。電勢能的單位是焦耳。電勢能與電勢不同。電勢定義為處於電場的電荷所具有的電勢能每單位電荷。電勢的單位是伏特。
電勢能的數值不具有絕對意義，只具有相對意義。所以，必須先設定一個電勢能為零的參考系統。當物理系統內的每一個點電荷相距无穷远且其相對靜止不動時，這一物理系統通常可以設定為電勢能等於零的參考系統。:§25-1假設一個物理系統裏的每一個點電荷，從無窮遠处被一外力匀速地遷移到其所在位置，该外力做的总機械功為 {\displaystyle W} ，則定义這系統的電勢能 {\displaystyle U} 為 
{\displaystyle U:=W} 。
在這過程裏，所涉及的機械功 {\displaystyle W} ，不論是正值或負值，都由這物理系統之外的機制賦予。並且，被匀速遷移的每一個點電荷都不會獲得任何動能。
如此計算電勢能，並沒有考慮到移動的路徑，這是因為電場是保守場，電勢能只跟初始位置與終止位置有關，與路徑無關。

## 計算電勢能
在一個物理系統內，計算一個點電荷所具有的電勢能的方法，就是計算將這點電荷Q從無窮遠位置遷移到其它固定位置電荷附近所需要做的機械功。而計算只需要两个参数：
1. 其它電荷所產生的電勢。
2. 點電荷Q的電荷量。

注意：这里的計算不需要知道其它電荷的電荷量，也不需要知道这一點電荷Q所產生的電勢。

## 儲存於點電荷系統內的電勢能

### 單點電荷系統
只擁有單獨一個點電荷的物理系統，其電勢能為零，因為沒有任何其它可以產生電場的源電荷，所以，將點電荷從無窮遠移動至其最終位置，外機制不需要對它做任何機械功。特別注意，這點電荷有可能會與自己生成的電場發生作用。然而，由於在點電荷的位置，它自己生成的電場為無窮大，所以，在計算系統的有限總電勢能之時，一般刻意不將這「自身能」納入考量範圍之內，以簡化物理模型，方便計算。

### 雙點電荷系統

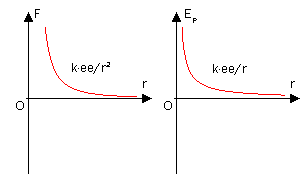
一個質子受到的另一個質子的電場力和電勢能隨 變化的示意圖。

思考兩個點電荷所組成的物理系統。假設第一個點電荷 {\displaystyle q_{1}} 的位置為坐標系的原點 {\displaystyle \mathbf {O} } ，則根據庫侖定律，點電荷 {\displaystyle q_{1}} 施加於位置為 {\displaystyle \mathbf {r} } 的第二個點電荷 {\displaystyle q_{2}} 的電場力為
{\displaystyle \mathbf {F} _{c}={\frac {q_{1}q_{2}}{4\pi \epsilon _{0}}}\ {\frac {\hat {\mathbf {r} }}{r^{2}}}} ；
其中，{\displaystyle \epsilon _{0}}  是電常數。
在移动點電荷 {\displaystyle q_{2}} 時，為保证匀速，外機制必须施加作用力 {\displaystyle -\mathbf {F} _{c}} 於點電荷 {\displaystyle q_{2}} ，从而与电场力达到二力平衡。所以，機械功 {\displaystyle W} 為
{\displaystyle W=-\int _{\mathbb {L} }\mathbf {F} _{c}\cdot \mathrm {d} {\boldsymbol {\ell }}=-\ {\frac {q_{1}q_{2}}{4\pi \epsilon _{0}}}\int _{\mathbb {L} }{\frac {\hat {\mathbf {r} }}{r^{2}}}\cdot \mathrm {d} {\boldsymbol {\ell }}} 。
由於庫侖力為保守力，機械功與積分路徑 {\displaystyle \mathbb {L} } 無關，所以，可以選擇任意一條積分路徑。在這裡，最簡單的路徑為從無窮遠位置朝著 {\displaystyle -{\hat {\mathbf {r} }}} 方向遷移至 {\displaystyle \mathbf {r} } 位置的直線路徑。那麼，機械功為
{\displaystyle W=-\ {\frac {q_{1}q_{2}}{4\pi \epsilon _{0}}}\int _{\infty }^{r}{\frac {\mathrm {d} r}{r^{2}}}={\frac {q_{1}q_{2}}{4\pi \epsilon _{0}r}}} 。
這機械功是無窮遠位置與 {\displaystyle \mathbf {r} } 位置之間的靜電能差別：
{\displaystyle W=U(\mathbf {r} )-U(\infty )} 。
設定 {\displaystyle U(\infty )=0} ，則
{\displaystyle U(\mathbf {r} )={\frac {q_{1}q_{2}}{4\pi \epsilon _{0}r}}} 。
現在，假設兩個點電荷的位置分別為 {\displaystyle \mathbf {r} _{1}} 、{\displaystyle \mathbf {r} _{2}} ，則電勢能為
{\displaystyle U={\frac {1}{4\pi \epsilon _{0}}}\ {\frac {q_{1}q_{2}}{|\mathbf {r} _{2}-\mathbf {r} _{1}|}}={\frac {1}{4\pi \epsilon _{0}}}\ {\frac {q_{1}q_{2}}{r_{12}}}} ；
其中，{\displaystyle r_{12}=|\mathbf {r} _{2}-\mathbf {r} _{1}|} 是兩個點電荷之間的距離。
假設兩個點電荷的正負性相異，則電勢能為負值，兩個點電荷會互相吸引；否則，電勢能為正值，兩個點電荷會互相排斥。

### 三個以上點電荷的系統
對於三個點電荷的系統，外機制將其每一個單獨點電荷，一個接著一個，從無窮遠位置遷移至最終位置，所需要做的機械功，就是整個系統的靜勢能。以方程式表示，
{\displaystyle U={\frac {1}{4\pi \epsilon _{0}}}\left({\frac {q_{1}q_{2}}{r_{12}}}+{\frac {q_{1}q_{3}}{r_{13}}}+{\frac {q_{2}q_{3}}{r_{23}}}\right)} ；
其中，{\displaystyle q_{1},q_{2},q_{3}} 為點電荷，{\displaystyle r_{ij}} 為第i個與第j個點電荷之間的距離。
按照這方法演算，對於多個點電荷的系統，按照順序，從第一個點電荷到最後一個點電荷，各自移动到最後對應位置。在第 {\displaystyle i} 個點電荷 {\displaystyle q_{i}} 遷移時，只會感受到從第 {\displaystyle 1} 個點電荷到第 {\displaystyle i-1} 個點電荷的電場力，而機械功 {\displaystyle W_{i}} 是因為抗拒這些電場力而做出的貢獻：
{\displaystyle W_{i}={\frac {1}{4\pi \epsilon _{0}}}\sum _{j=1}^{i-1}{\frac {q_{i}q_{j}}{r_{ij}}}} 。
所有點電荷做出的總機械功（即總電勢能）為
{\displaystyle U=W=\sum _{i=1}^{n}W_{i}={\frac {1}{4\pi \epsilon _{0}}}\sum _{i=1}^{n}\sum _{j=1}^{i-1}{\frac {q_{i}q_{j}}{r_{ij}}}} 。
將每一個項目重覆多計算一次，然後將總和除以 {\displaystyle 2} ，這公式也可以表達為，
{\displaystyle U={\frac {1}{8\pi \epsilon _{0}}}\sum _{i=1}^{n}\sum _{j=1,j\neq i}^{n}{\frac {q_{i}q_{j}}{r_{ij}}}} 。
這樣，可以忽略點電荷的遷移順序。
注意到除了點電荷 {\displaystyle q_{i}} 以外，所有其它點電荷產生的電勢在位置 {\displaystyle \mathbf {r} _{i}} 為
{\displaystyle \phi (\mathbf {r} _{i})={\frac {1}{4\pi \epsilon _{0}}}\sum _{j=1,j\neq i}^{n}{\frac {q_{j}}{r_{ij}}}} 。
所以，離散點電荷系統的總電勢能為
{\displaystyle U={\frac {1}{2}}\sum _{i=1}^{n}q_{i}\phi (\mathbf {r} _{i})} 。
- 上述方程式假設電介質是自由空間，其電容率為 {\displaystyle \epsilon _{0}} ，即電常數。假設電介質不是自由空間，而是電容率為 {\displaystyle \epsilon } 的某種電介質，則必需將方程式內的 {\displaystyle \epsilon _{0}} 更換為 {\displaystyle \epsilon } 。

## 儲存於連續電荷分佈的能量
對於連續電荷分佈，前面的電勢能方程式變為
{\displaystyle U={\frac {1}{2}}\int _{\mathbb {V} }\rho (\mathbf {r} )\phi (\mathbf {r} )\ \mathrm {d} ^{3}r} ；
其中，{\displaystyle \rho (\mathbf {r} )} 是在源位置 {\displaystyle \mathbf {r} } 的電荷密度，{\displaystyle \mathbb {V} } 是積分體積。
應用高斯定律
{\displaystyle \mathbf {\nabla } \cdot \mathbf {E} ={\frac {\rho }{\epsilon _{0}}}} ;
其中，{\displaystyle \mathbf {E} } 是電場。
電勢能為
{\displaystyle {\begin{aligned}U&={\frac {\epsilon _{0}}{2}}\int _{\mathbb {V} }[\mathbf {\nabla } \cdot \mathbf {E} (\mathbf {r} )]\phi (\mathbf {r} )\ \mathrm {d} ^{3}r\\&={\frac {\epsilon _{0}}{2}}\int _{\mathbb {V} }\mathbf {\nabla } \cdot [\mathbf {E} (\mathbf {r} )\phi (\mathbf {r} )]-\mathbf {E} (\mathbf {r} )\cdot \mathbf {\nabla } \phi (\mathbf {r} )\ \mathrm {d} ^{3}r\\\end{aligned}}} 。
應用散度定理，可以得到
{\displaystyle U={\frac {\epsilon _{0}}{2}}\oint _{\mathbb {S} }[\mathbf {E} (\mathbf {r} )\phi (\mathbf {r} )]\cdot \mathrm {d} ^{2}r-{\frac {\epsilon _{0}}{2}}\int _{\mathbb {V} }\mathbf {E} (\mathbf {r} )\cdot \mathbf {\nabla } \phi (\mathbf {r} )\ \mathrm {d} ^{3}r} ；
其中，{\displaystyle \mathbb {S} } 是包住積分體積 {\displaystyle \mathbb {V} } 的閉曲面。
當積分體積 {\displaystyle \mathbb {V} } 趨向於無限大時，閉曲面 {\displaystyle \mathbb {S} } 的面積趨向於以變率 {\displaystyle r^{2}} 遞增，而電場、電勢分別趨向於以變率 {\displaystyle 1/r^{2}} 、{\displaystyle 1/r} 遞減，所以，上述方程式左手邊第一個面積分項目趨向於零，電勢能變為
{\displaystyle U=-{\frac {\epsilon _{0}}{2}}\int _{\mathbb {ALL\ SPACE} }\mathbf {E} (\mathbf {r} )\cdot \mathbf {\nabla } \phi (\mathbf {r} )\mathrm {d} ^{3}r} 。
電場與電勢的微分關係為
{\displaystyle \mathbf {E} =-\nabla \phi } 。
將這方程式代入，電勢能變為
{\displaystyle U={\frac {\epsilon _{0}}{2}}\int _{\mathbb {ALL\ SPACE} }[E(\mathbf {r} )]^{2}\mathrm {d} ^{3}r} 。
所以，電勢能密度 {\displaystyle u} 為
{\displaystyle u(\mathbf {r} )={\frac {\epsilon _{0}}{2}}[E(\mathbf {r} )]^{2}} 。

## 自身能與交互作用能
前面分別推導出兩個電勢能方程式：
{\displaystyle U={\frac {1}{8\pi \epsilon _{0}}}\sum _{i=1}^{n}\sum _{j=1,j\neq i}^{n}{\frac {q_{i}q_{j}}{r_{ij}}}} 。
{\displaystyle U={\frac {\epsilon _{0}}{2}}\int _{\mathbb {ALL\ SPACE} }[E(\mathbf {r} )]^{2}\mathrm {d} ^{3}r} 。
注意到第一個方程式計算得到的電勢能，可以是正值，也可以是負值；但從第一個方程式推導出來的第二個方程式，其計算得到的電勢能則必定是正值。為甚麼會發生這不一致問題？原因是第一個方程式只囊括了電荷與電荷之間的交互作用能；而第二個方程式在推導過程中，無可避免地將電荷的自身能也包括在內。在推導第一個方程式時，在位置 {\displaystyle \mathbf {r} _{i}} 的電勢乃是，除了 {\displaystyle q_{i}} 以外，所有其它電荷共同貢獻出的電勢；而在推導第二個方程式時，電勢乃是所有電荷共同貢獻出的電勢。
舉一個雙點電荷案例，假設電荷 {\displaystyle q_{1}} 、{\displaystyle q_{2}} 的位置分別為 {\displaystyle \mathbf {r} _{1}} 、{\displaystyle \mathbf {r} _{2}} ，則在任意位置 {\displaystyle \mathbf {r} } 的電場為
{\displaystyle \mathbf {E} =\mathbf {E} _{1}+\mathbf {E} _{2}={\frac {q_{1}}{4\pi \epsilon _{0}}}\ {\frac {\mathbf {r} -\mathbf {r} _{1}}{|\mathbf {r} -\mathbf {r} _{1}|^{3}}}+{\frac {q_{2}}{4\pi \epsilon _{0}}}\ {\frac {\mathbf {r} -\mathbf {r} _{2}}{|\mathbf {r} -\mathbf {r} _{2}|^{3}}}} ，
其電勢能密度為
{\displaystyle u={\frac {\epsilon _{0}}{2}}E^{2}={\frac {\epsilon _{0}}{2}}(E_{1}\,^{2}+E_{2}\,^{2}+2\mathbf {E} _{1}\cdot \mathbf {E} _{2})} 。
很明顯地，這方程式右手邊的前兩個項目分別為電荷 {\displaystyle q_{1}} 、{\displaystyle q_{2}} 的自身能密度 {\displaystyle \epsilon _{0}E_{1}\,^{2}/2} 、{\displaystyle \epsilon _{0}E_{2}\,^{2}/2} 。最後一個項目是否為交互作用能密度？為了回答這有意思的問題，繼續計算交互作用能密度的體積積分：
{\displaystyle U_{int}=\int _{\mathbb {V} }u_{int}\ \mathrm {d} ^{3}r=\epsilon _{0}\int _{\mathbb {V} }\mathbf {E} _{1}\cdot \mathbf {E} _{2}\ \mathrm {d} ^{3}r={\frac {q_{1}q_{2}}{16\pi ^{2}\epsilon _{0}}}\int _{\mathbb {V} }{\frac {\mathbf {r} -\mathbf {r} _{1}}{|\mathbf {r} -\mathbf {r} _{1}|^{3}}}\ \cdot \ {\frac {\mathbf {r} -\mathbf {r} _{2}}{|\mathbf {r} -\mathbf {r} _{2}|^{3}}}\ \mathrm {d} ^{3}r} 。
應用一條向量恆等式，
{\displaystyle \nabla \left({\frac {1}{|\mathbf {r} -\mathbf {r} '|}}\right)=-\ {\frac {(\mathbf {r} -\mathbf {r} ')}{|\mathbf {r} -\mathbf {r} '|^{3}}}} ，
可以得到
{\displaystyle {\begin{aligned}U_{int}&={\frac {q_{1}q_{2}}{16\pi ^{2}\epsilon _{0}}}\int _{\mathbb {V} }\nabla \left({\frac {1}{|\mathbf {r} -\mathbf {r} _{1}|}}\right)\ \cdot \ \nabla \left({\frac {1}{|\mathbf {r} -\mathbf {r} _{2}|}}\right)\mathrm {d} ^{3}r\\&={\frac {q_{1}q_{2}}{16\pi ^{2}\epsilon _{0}}}\int _{\mathbb {V} }\nabla \ \cdot \ \left[{\frac {1}{|\mathbf {r} -\mathbf {r} _{1}|}}\nabla \left({\frac {1}{|\mathbf {r} -\mathbf {r} _{2}|}}\right)\right]-\ \left({\frac {1}{|\mathbf {r} -\mathbf {r} _{1}|}}\right)\nabla ^{2}\left({\frac {1}{|\mathbf {r} -\mathbf {r} _{2}|}}\right)\mathrm {d} ^{3}r\\\end{aligned}}} 。
應用散度定理，可以將這方程式右手邊第一個項目，從體積積分變為面積積分：
{\displaystyle \int _{\mathbb {V} }\nabla \ \cdot \ \left[{\frac {1}{|\mathbf {r} -\mathbf {r} _{1}|}}\nabla \left({\frac {1}{|\mathbf {r} -\mathbf {r} _{2}|}}\right)\right]\mathrm {d} ^{3}r=\oint _{\mathbb {S} }\left[{\frac {1}{|\mathbf {r} -\mathbf {r} _{1}|}}\nabla \left({\frac {1}{|\mathbf {r} -\mathbf {r} _{2}|}}\right)\right]\cdot \mathrm {d} ^{2}r} ；
其中，{\displaystyle \mathbb {S} } 是包住積分體積 {\displaystyle \mathbb {V} } 的閉曲面。
假設 {\displaystyle \mathbb {V} } 趨向於無窮大空間，則這面積積分趨向於零。再應用一則關於狄拉克δ函數的向量恆等式
{\displaystyle \nabla ^{2}\left({\frac {1}{|\mathbf {r} -\mathbf {r} '|}}\right)=-4\pi \delta (\mathbf {r} -\mathbf {r} ')} ，
可以得到
{\displaystyle U_{int}={\frac {q_{1}q_{2}}{4\pi \epsilon _{0}}}\int _{\mathbb {ALL\ SPACE} }{\frac {\delta (\mathbf {r} -\mathbf {r} _{2})}{|\mathbf {r} -\mathbf {r} _{1}|}}\ \mathrm {d} ^{3}r={\frac {1}{4\pi \epsilon _{0}}}\ {\frac {q_{1}q_{2}}{|\mathbf {r} _{1}-\mathbf {r} _{2}|}}} 。
這就是双点电荷系统的電勢能。